# MSC Aurelia
MSC Aurelia è una nave traghetto della classe Strade Consolari Romane di proprietà di SNAV.
Al momento della sua cessione era l'ultima nave della serie Strade Romane rimasta nella flotta della società Tirrenia.

## Caratteristiche
MSC Aurelia fa parte della classe Strade Consolari Romane, una serie di sei unità costruite da Italcantieri tra il 1979 e il 1981 per Tirrenia di navigazione. Originariamente era lunga 136 metri, aveva una stazza lorda di 9.485 tonnellate e poteva trasportare circa mille passeggeri e 470 autovetture a una velocità di 20 nodi.
Nell'inverno tra il 1986 e il 1987 la Tirrenia, spinta dall'enorme aumento dei traffici da e per la Sardegna soprattutto nei mesi estivi, decise di sottoporre tutte le unità della classe a un intervento di allungamento alla Fincantieri di Trieste, durante il quale ai traghetti fu aggiunto un troncone di 12 metri a centro nave e un ulteriore ponte. Dopo questo intervento la stazza lorda della Aurelia e delle gemelle passò a 12.523 tonnellate, mentre la capacità di carico aumentò considerevolmente, passando a 2.000 passeggeri e 610 autovetture.
Nel 1992 la Aurelia e le gemelle Clodia e Nomentana furono sottoposte a un'ulteriore trasformazione ai cantieri SMEB di Messina (Aurelia) e INMA La Spezia (Clodia e Nomentana), nel corso della quale le unità furono alzate di altri due ponti e furono munite di controcarene per mantenere una buona stabilità. Questo secondo intervento aumentò la stazza lorda a 14.384 tonnellate, portando la capacità di carico a 2.280 passeggeri e 650 autovetture e accrescendo notevolmente il numero di posti letto a bordo, ma causò una cospicua riduzione della velocità di servizio, che scese a circa 17 nodi, e una minore manovrabilità soprattutto a causa della grande superficie laterale esposta al vento.
Nell'inverno tra il 2002 e il 2003 il traghetto fu sottoposto a lavori di ristrutturazione degli interni per adeguarlo agli standard alberghieri del resto della flotta. Tutte le cabine dei ponti superiori furono convertite in cabine di prima classe con servizi interni, l'area soggiorno (Bar Maya) del ponte 11 fu eliminata per fare posto ad altre cabine, mentre nel ponte copertino rimasero le cabine di seconda classe senza servizi esattamente come nella costruzione originale.
La Aurelia dispone dei servizi di reception, bar, cinema, saletta lettura/gioco carte, sala giochi, negozio, infermeria, canile, ristorante, self service, 414 cabine di cui 295 di prima classe e 119 di seconda, per un totale di 1.360 posti letto, e di due scale mobili per l'imbarco rapido dei passeggeri senza auto al seguito.
La nave è strutturata su 11 ponti:
- 1: sala macchine
- 2 (Copertino): garage, 119 cabine di seconda classe
- 3 (Principale): garage
- 4 (Piattaforma): garage
- 5 (Superiore): garage
- 6 (Coperta): garage, 48 cabine prima classe
- 7 (Saloni): reception, bar, cinema, ristorante, self service, negozio, sala giochi, sala gioco carte, 41 cabine prima classe
- 8 (Imbarcazioni): poltrone, infermeria, canile
- 9 (Comando): 83 cabine prima classe
- 10 (Aurora): 87 cabine prima classe
- 11 (Belvedere): 36 cabine prima classe, solarium

## Servizio

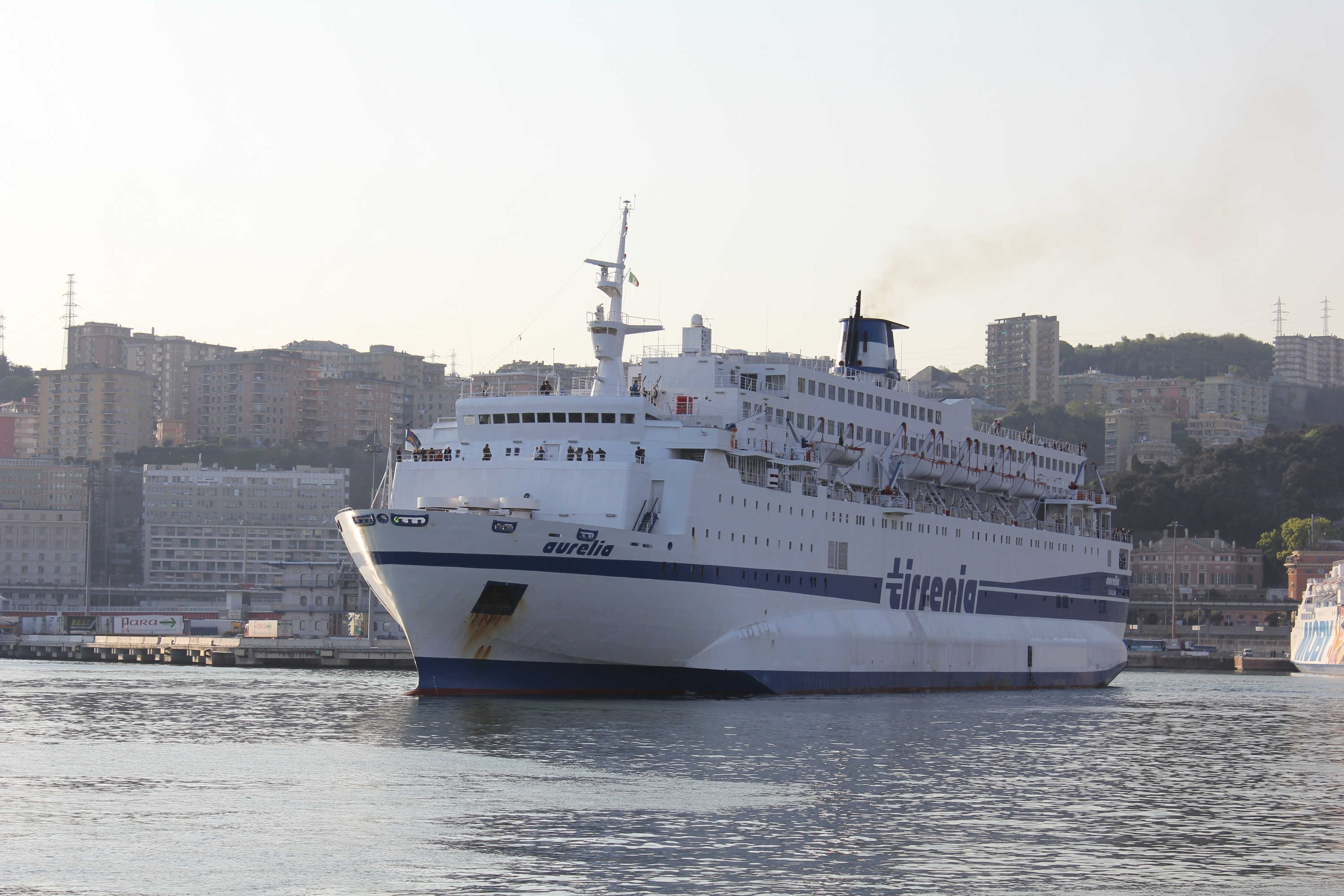
Aurelia in servizio per Tirrenia a Genova nel 2011.

L'Aurelia fu varata al cantiere navale di Castellammare di Stabia il 24 novembre 1979, venendo consegnata a Tirrenia il 20 novembre dell'anno seguente ed entrando in servizio nello stesso mese tra Genova e Porto Torres, Genova Palermo e Palermo Napoli, rotte che servì regolarmente negli anni a seguire.
Nell'inverno 1987 l'Aurelia fu sottoposta a un intervento di allungamento alla Fincantieri di Trieste, rientrando in servizio l'estate seguente.
Negli anni l'unità è stata impiegata su diverse linee della rete Tirrenia, ma prevalentemente è stata in servizio sulle rotte Porto Torres - Genova, Olbia - Civitavecchia, Cagliari - Civitavecchia e, dal 2006 talvolta sulla tratta Bari - Durazzo.
A seguito dell'incendio al traghetto Vincenzo Florio avvenuto al largo di Palermo il 29 maggio 2009, la Tirrenia decise di utilizzare temporaneamente l'Aurelia in sostituzione del Florio sulla rotta Napoli - Palermo, venendo poi sostituita dalla Janas.
Dall'aprile 2011 ha servito regolarmente la linea Genova - Olbia - Arbatax, salvo qualche presenza su altre linee. Nel giugno 2012 la nave è stata poi sostituita dal traghetto Athara, venendo dirottata sulla Civitavecchia - Cagliari - Arbatax in sostituzione della gemella Clodia. A fine luglio, con l'entrata in servizio delle nuove Amsicora e Bonaria, l'Aurelia fu fermata e utilizzata temporaneamente come nave riserva della flotta. Dopo aver effettuato ancora qualche viaggio tra Civitavecchia e Arbatax nella stagione estiva, da ottobre a metà novembre ha sostato nel porto di Arbatax per poi riprendere servizio nel mese di novembre in sostituzione della Toscana nei collegamenti Napoli - Cagliari, Palermo - Cagliari e Trapani - Cagliari fino all'entrata in servizio su quella tratta della moderna nave Ro-Pax Dimonios.
A giugno 2013 fu sostituita dalla noleggiata Dimonios e venne posta in servizio sulla rotta Civitavecchia-Cagliari. A fine mese, sostituì la Raffaele Rubattino sulla Napoli - Palermo, tornando poi ad Arbatax in sosta come nave di riserva. Ad agosto 2013 la nave tornò in servizio, venendo noleggiata alla Compagnia delle Isole per collegare Lampedusa, Linosa e Porto Empedocle in occasione della visita di Papa Francesco sull'isola.
Tra gennaio e marzo 2014 la nave fu messa in servizio tra Genova e Olbia, in sostituzione di altre unità della flotta ferme per manutenzione.
Nella stagione estiva 2014 la nave fu noleggiata ad Adria Ferries per effettuare il collegamento Bari - Durazzo. Terminato questo noleggio, tra settembre e ottobre il traghetto fu noleggiato a SNAV, che lo impiegò sulla rotta Ancona - Spalato. In seguito, negli ultimi mesi del 2014, la nave fu nuovamente in servizio per Adria Ferries, a questo periodo ne seguì uno di sosta (durante i primi mesi del 2015) in un cantiere in Montenegro per vari interventi di manutenzione, tra cui la sostituzione delle eliche e l'applicazione di una particolare vernice sulla carena, nell'ottica di migliori prestazioni e di una riduzione dei consumi di carburante. Dopo i lavori, nel mese di aprile, tornò nuovamente a navigare sulla rotta Ancona-Spalato, rotta che servirà per tutta la stagione estiva 2015 come da contratto di noleggio con la società SNAV.
A dicembre 2015 la nave, conclusosi il contratto di noleggio con la società SNAV, è giunta al porto di Crotone, in temporaneo disarmo.
Nel mese di marzo 2016 ha sostituito per qualche giorno la SNAV Lazio sul servizio Palermo-Napoli, per poi tornare (dal 21 marzo) sulla rotta Ancona-Spalato, sempre per SNAV.
Nel mese di febbraio 2019, dopo aver passato come di consueto il periodo invernale in disarmo a Crotone, si trasferisce nel porto di Napoli dove avviene il cambio bandiera e la vendita al gruppo MSC (di cui fa parte la SNAV).
Nella notte tra l'8 e il 9 maggio 2019, durante il viaggio da Ancona a Spalato, subisce un'avaria al largo dell'isola di Zuri. Successivamente rimorchiata nel porto di Spalato, viene trasferita nei cantieri Brodotrogir di Traù (Croazia). Riprende il servizio il 30 giugno successivo.
Dal 9 novembre 2019, nell'ambito dell'accordo tra il gruppo Aponte e Adria Ferries, sostituisce la GNV Azzurra sulla tratta Bari - Durazzo.
L'11 novembre, dopo un solo viaggio Durazzo-Bari, viene fermata dalla locale Guardia Costiera a causa di alcune carenze nelle dotazioni antincendio di bordo. Riprende il servizio la sera del 15 novembre, proseguendo fino al pomeriggio del 31 dicembre, quando viene sostituita dalla nave di proprietà di Adria Ferries, AF Francesca.
Dal 2 febbraio al 31 maggio 2020, viene utilizzata come nave alloggio al largo di Umluj (Arabia Saudita). Dopo aver trascorso circa una settimana nei cantieri di Suez, il 7 giugno transita dal vicino canale per far rientro in Italia. Dal 28 giugno 2020 ritorna a fare spola tra Ancona e Spalato.
Il 14 agosto 2020, raggiunge Corigliano Calabro per essere utilizzata come nave-quarantena dal Ministero dell'interno nell'ambito dell'emergenza sbarchi, operando nei porti di Lampedusa, Trapani e Augusta. Il 13 maggio 2021 giunge ad Augusta per essere utilizzata nuovamente come nave-quarantena, operando nei porti di Trapani, Augusta, Lampedusa e Porto Empedocle.
A partire dal 30 luglio 2022 entra in servizio per GNV sulla nuova tratta Almería-Nador ma visto che la nave non soddisfa i requisiti per svolgere la seguente tratta viene sostituita dalla GNV Cristal e si reca a Napoli per manutenzione e per restare in disarmo.
A inizio febbraio 2023 la nave cambia bandiera, livrea e nome in MSC Aurelia per essere utilizzata da MSC Foundation come nave alloggio al largo di Alessandretta in seguito al grave terremoto che ha colpito la Turchia e la Siria. Di ritorno dalla Turchia, viene nuovamente registrata sotto bandiera di Cipro per sostituire dapprima la Golden Bridge di Grandi Navi Veloci sulla linea Almería - Nador, poi la Splendid sulla Civitavecchia - Tunisi. Terminate questo sostituzioni, dal 25 agosto viene posta in disarmo presso il porto di Napoli. Da marzo 2024, ritorna in livrea SNAV.
Dopo un periodo di disarmo invernale, nel maggio del 2025 torna in servizio nei collegamenti tra Ancona e Spalato.

## Navi gemelle
- Clodia (Demolita)
- Nomentana (Demolita)
- AF Francesca (In servizio)
- Flaminia (Demolita)
- Amanah (Demolita)

Domiziana, Emilia e Flaminia, benché originariamente gemelle della Aurelia, non furono sottoposte alla radicale trasformazione subita dalle altre tre unità della classe ai cantieri navali INMA e SMEB nel 1992 e sono quindi piuttosto diverse da esse nell'aspetto esteriore.

## Origine del nome
Come per le altre unità della classe la Aurelia prende il nome da una delle strade consolari romane, in questo caso la Via Aurelia.